# London (Kiribati)
London (Ronton) è il capoluogo e il secondo insediamento sull'atollo dell'isola Christmas (detta anche Kiritimati) nelle Kiribati. La sua popolazione conta 1.899 persone (2015).
Il nome di Londra (in francese, Londres) gli è stato dato dal suo fondatore, il missionario francese, Emmanuel Rougier, all'inizio del Novecento.